# Thomas Byerley
Thomas Byerley (1747 – 11 settembre 1810) è stato un imprenditore britannico socio di Josiah Wedgwood, nella famosa azienda di vasi Wedgwood.
Figlio di John Byerley e Margaret Wedgwood, figlia di Thomas Wedgwood III e sorella di Josiah Wedgwood. Nel 1768 immigrò negli Stati Uniti per poi ritornare nel 1775 per curare, nello Staffordshire, la parte commerciale dello stabilimento industriale Etruria Works.  Alla morte di Josiah Wedgwood I e di Josiah Wedgwood II divenne proprietario unico dell'Azienda.
Sposò Frances Bruckfield nel 1782 ed ebbero 11 figli:
- Josiah Byerley
- Thomas Byerley
- Frances Byerley
- Maria Byerley
- Sarah Byerley
- John Byerley
- Ann Byerley
- CJane Frances Byerley
- Katherine Byerley (1797-1862), moglie di Anthony Todd Thomson
- Francis Bruckfield Byerley
- Charlotte Octavia Byerley